# Варгаши
Варгаши́ — рабочий посёлок в Курганской области России, административный центр Варгашинского района и Варгашинского поссовета.
Население — 8435 чел. (2021).

## География
Расположен в 35 километрах восточнее Кургана, но всего в 12 км от границы Городского округа город Курган, на берегу небольшого озера Тайболино. Железнодорожная станция Транссибирской магистрали

### Часовой пояс
Варгаши, как и вся Курганская область, находится в часовой зоне МСК+2. Смещение применяемого времени относительно UTC составляет +5:00.

## История

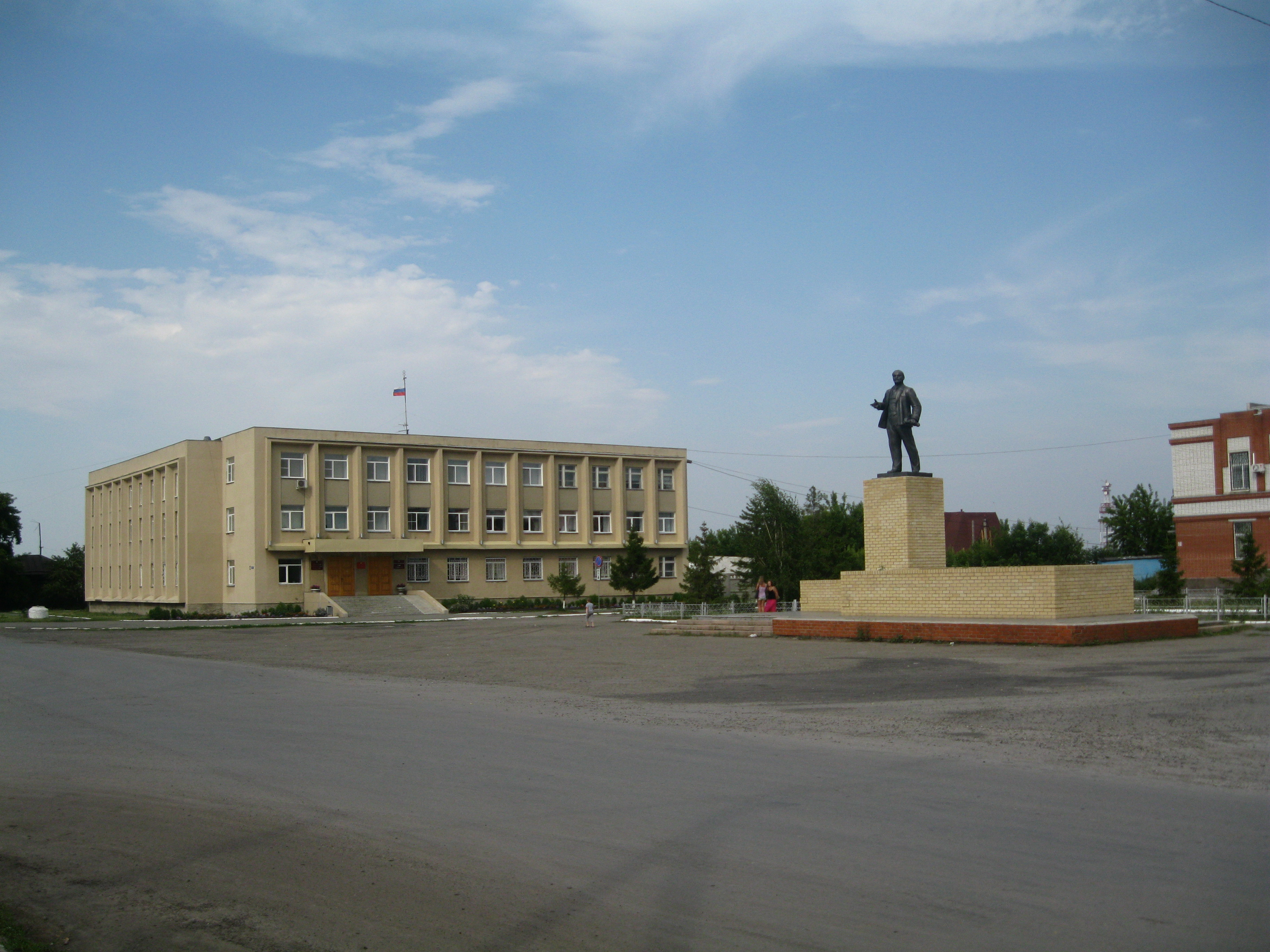
Центральная площадь и здание Администрации района

В 1690 году степные кочевники разорили русский Тарганский острог. В следующем году они повторили набег и разорили слободы Утяцкую, Куртамышскую и Царево городище (ныне город Курган). Подобные набеги препятствовали укреплению оседлого населения в плодородных степях Западной Сибири. Поэтому воеводы вынуждены были выдвинуть ряд укреплений восточнее нынешнего города Кургана. В сибирской истории эти укрепления получили название «Ишимская линия крепостей». Одной из них являлся Максимовский форпост (укрепленный пост, охраняемый обычно казаками). В нём была водворена команда казаков с целью наблюдения за неприкосновенностью границы. Для этого они втыкали колышки, а сверху укрепляли их жердями. Уничтожение этой преграды означало, что ворвались кочевники.
Время возникновения форпоста относится к 1743 году, или чуть раньше. И в них несли службу прежде всего не казаки, а драгуны — регулярные войска, гарнизоны которых располагались по пограничным слободам. В результате смещения пограничной линии на юг, получившей название Новоишимской, Моревской и Максимовский форпосты как передовые укрепленные пункты утратили свою роль и военно-оборонительное значение. На ставшие безопасными земли пришли русские хлебопашцы — государственные крестьяне. На месте форпостов возникли деревни и сёла, в том числе деревня Варгаши.

Памятник землякам, погибшим во время Великой Отечественной войны

Согласно «Спискам населённых мест Тобольской губернии», вышедшим в 1871 году в Санкт-Петербурге Максимовскому Форпосту соответствует казённая деревня Варгашова «при озере Максимовском, 33 верста из округа». В ней насчитывалось 106 дворов с числом жителей 590 человек.
В 1894 году, в ходе строительства Транссибирской магистрали, к северо-западу от деревни Варгаши при станции Варгаши (открыта в 1896) возник одноимённый посёлок.
До 1908 года при станции Варгаши было построено 4 жилых дома
В июне 1918 года установлена белогвардейская власть.
23 августа 1919 года красноармейцы 37-го стрелкового полка 5-й стрелковой дивизии освободили ст. Варгаши от белогвардейских войск (48-й Туринский полк, Челябинская казачья сотня, бронепоезд «Кондор»). Возле переходного моста через железную дорогу расположено захоронение красноармейцев, погибших при освобождении станции. Они были погребены в сквере возле вокзала, снесенного в 2001 году. Это санитар 6-й роты Семенов Дмитрий Яковлевич, уроженец пермского завода Мотовилиха и пулеметчик Гладких Михаил, уроженец Вятской губернии, Каминского уезда, Васильевской волости, поселка Беляковский.
27 сентября 1919 года белые 9-й Симбирский (360 штыков, 6 пулеметов, командир — капитан Ярышкин) и Эткульский пеший казачий (250 штыков, 10 пулеметов, командир — есаул Болотов) полки, при поддержке артиллерии атаковали деревню Васильки. Здесь, на позиции в полукилометре восточнее неё, оборонялись красные 185-й Шуйский (7 рот) и 233-й Казанский (6 рот, командир — Мейерсон) полки. Их поддерживали огнем три орудия 4-й Смоленской батареи. Под натиском, красные полки отходят на 1,5 километра западнее деревни и переходят в контрнаступление и ведут бой в деревне. Под давлением артогня, красные полки снова оставляют деревню и отходят сохраняя порядок по дороге на д. Варгаши. Белые атаковали д. Варгаши с фронта и с правого фланга. Командир красной 3-й бригады Рахманов (26-я стрелковая дивизия) решил сосредоточить оборону вокруг станции Варгаши. По его приказу, 233-й Казанский и 185-й Шуйский полки должны были отойти с тем, чтобы упереться правым флангом в оз. Варгаши, а левым пересечь линию железной дороги. С другой стороны, образуя круговую оборону, позицию должен был занять выдвинутый из резерва красный 232-й имени Облискомзапа полк (9 рот, командир — Арсений Николаевич Баткунов) с 3 орудиями 2-й батареи 21-й дивизии. Сюда же от д. Медвежье отходил красный 184-й Костромской полк (7 рот, командир — Галлинг). Во время отступления 233-й Казанский полк был атакован со стороны станции Варгаши белоказаками. Ночью, они смогли отойти в д. Пестерево. Сюда же, в полном беспорядке прибыли красные 184-й Костромской и 185-й Шуйский полки. 232-й имени Облискомзапа полк с 3 орудиями 2-й легкой батареи 21-й дивизии остался на своей позиции от южной окраины озера у д. Варгаши. Выяснив, что стоявший слева красный 184-й Костромской полк отошел, не сообщив об этом никому, Баткунов повел красноармейцев отходить. По дороге, ими было подобрано два пулемета, брошенные отступавшими красноармейцами 184-го полка.
С утра 28 сентября 1919 года, на участке 3-й бригады Рахманова, красные 233-й Казанский, 184-й Костромской и 232-й имени Облискомзапа полки, занимали позицию в 6 километрах восточнее с. Сычево. В резерве комбрига, в селе стоял 185-й Шуйский полк. Белая конница была замечена в 3 километрах западнее станции Варгаши. Вскоре, белые 9-й Симбирский и Эткульский пеший казачий полки, при поддержке огня двух 48-линейных гаубиц, трех 3-дюймовых орудий и бронепоезда, атаковали красный 233-й Казанский полк. Одновременно, белый бронепоезд открыл огонь по с. Сычево. В ответ, по нему ударили орудия бронепоезда «Красный Сибиряк». Чтобы отрезать красный бронепоезд, белая конница попыталась прорваться в стык 184-го Костромского и 232-го имени Облискомзапа полков, но этот манёвр не удался. Бронепоезд «Красный Сибиряк» с прицепленным к нему аэростатом, отошёл на разъезд Камчиха, а 26-й головной железнодорожный отряд, взорвал мост через р. Средний Утяк. В ночь на 29 сентября 1919 года без особого сопротивления белые заняли с. Сычево, красные обороняли д. Уфина. 30 сентября 1919 года красные отступили за Тобол.
20 октября 1919 года красный 242-й Волжский полк (командир — Фомин), начал наступать из д. Колташово на д. Уфина, охватывая последнюю с восточной стороны. Далее, обходя с северо-востока, красноармейцы двинулись на д. Сычево. Около 300 сабель белой конницы. Ближе к вечеру, подошедший по линии железной дороги белый бронепоезд, обстрелял артиллерийским огнем д. Пушкарево и северо-восточную окраину д. Сычево. Вечером, 242-й Волжский полк выступил из д. Сычево на д. Максимково, которую занял, взяв 14 пленных из Отдельного кавдивизиона 3-й Симбирской дивизии. Один из красных батальонов, был оставлен на перекрестке дорог Барашково — Варгаши и Сычево — Максимово. С темнотой, белый 29-й Бирский полк начал наступать на этот батальон со стороны д. Барашково и станции Варгаши. Узнав об этом 242-й Волжский полк оставил д. Максимово и отошел на хут. Березина, откуда прошел обходом на хут. Соколово (10 километров северо-восточнее д. Сычево), в тыл наступавшим белым. На участке 3-й бригады Блажевича, 243-й Петроградский полк (командир — Печерников) с двумя орудиями 4-й Вяземской батареи, с утра без боя занял д. Митькино, после чего, выбив казачий разъезд, занял д. Кабанье, к вечеру занял д. Морево.
22 октября 1919 года на участке 3-й бригады Блажевича, красные 243-й Петроградский полк с двумя орудиями 4-й Вяземской батареи и 242-й Волжский полк Фомина с двумя орудиями 4-й Вяземской батареи, выступив на рассвете из дд. Кабанье и Максимовка, вскоре без боя прошли с. Моревское и встретили ожесточенное сопротивление у д. Попово. Из Попово 243-й Петроградский полк двинулся дальше на д. Щучье. Сюда же, из д. Кабанье, двигаясь вдоль линии железной дороги, вскоре подошёл 241-й Крестьянский полк (командир — Иван Гусев), с приданными ему 5-й Смоленской (3 орудия) и тяжелой батареями (1 орудие). К полудню, совместной атакой красноармейцы с боем заняли д. Щучье, выбив из неё упорно оборонявшиеся белые 9-й Симбирский и 12-й Икский полки с 3 орудиями.
С образованием Варгашинского района в 1924 году началось строительство районных учреждений и началось переселение крестьян из деревень, которые строили себе дома.
До 1932 года посёлок насчитывал 90 домов. До 1943 года в поселке были построены: завод противопожарного оборудования, 10-я дистанция пути, промкомбинат, промартель, которые в военные годы выпускали продукцию для фронта.
Указом Президиума Верховного Совета РСФСР от 17.04.1944 года «Об организации рабочего поселка Варгаши» (р.п. Варгаши) образована самостоятельная административная единица — Варгашинский поселковый Совет депутатов трудящихся. В 1944 году д. Тайболино (Митькино) включена в черту посёлка.

## Население
| 1897  | 1912  | 1926  | 1939    | 1943    | 1959  | 1970  |
| ----- | ----- | ----- | ------- | ------- | ----- | ----- |
| 39    | ↗63   | ↗212  | ↗2570   | ↗4840   | ↗7282 | ↗8973 |
| 1979  | 1989  | 2002  | 2007    | 2009    | 2010  | 2011  |
| ↗9809 | ↗9889 | ↗9953 | ↗10 239 | ↘10 193 | ↘9254 | ↘9252 |
| 2012  | 2013  | 2014  | 2015    | 2016    | 2017  | 2018  |
| ↗9297 | ↘9204 | ↘9120 | ↗9129   | ↘9126   | ↗9220 | ↗9288 |
| 2019  | 2020  | 2021  |         |         |       |       |
| ↘9218 | ↘9097 | ↘8435 |         |         |       |       |

По данным переписи 1897 года в посёлке проживало 39 человек.
По данным «Списка населённых мест Тобольской губернии» за 1912 г. в поселке близ станции Варгаши Сибирской железной дороги проживало 63 человека, а в д. Тайболина (Митькина) — 180 человек.
По данным переписи 1926 года на ж.д. станции с посёлком проживало 212 человек: русские — 209 чел., латыши — 2 чел. (национальность в источнике указана только для первых 2 национальностей по численности населения), а в д. Тайболина (Митькина) — 243 человека, все русские.

## Промышленность
- АО «Варгашинский завод противопожарного и специального оборудования»

## Пресса
В мае 1931 года вышел первый номер печатного издания под названием «Вторая большевистская», потом были и другие названия, с марта 1963 года — «Маяк».

## Деревня Тайболина (Митькина)
Деревня Тайболина (Тайбалина, Митькина) возникла между 1782 и 1795 годами и относилась к Сычевской волости. В неё первыми переехали с семьями Никита Евсеев Труфанов и Василий Петров Тайбалин из Сычевской волости и Калистрат Иванов Москвин из д. Уфиной. Заселение деревни началось с восточного берега озера Тайболино (Митькино).
В 1944 году д. Тайболино (Митькино) включена в черту посёлка Варгаши.
| Численность населения, чел. | Численность населения, чел. | Численность населения, чел. | Численность населения, чел. | Численность населения, чел. | Численность населения, чел. | Численность населения, чел. | Численность населения, чел. | Численность населения, чел. |
| 1795                        | 1816                        | 1834                        | 1850                        | 1858                        | 1868                        | 1893                        | 1912                        | 1926                        |
| --------------------------- | --------------------------- | --------------------------- | --------------------------- | --------------------------- | --------------------------- | --------------------------- | --------------------------- | --------------------------- |
| 38                          | 69                          | 79                          | 78                          | 85                          | 96                          | 182                         | 180                         | 243                         |

## Известные жители
- Богданов, Евгений Николаевич (1940—2011) — русский писатель
- Евланов, Сергей Александрович (род. 1973) — герой России
- Многоногов, Сергей Пантелеевич — историк
- Хабарова, Евгения Сергеевна (1918—2013) — поэтесса[25]

## Галерея

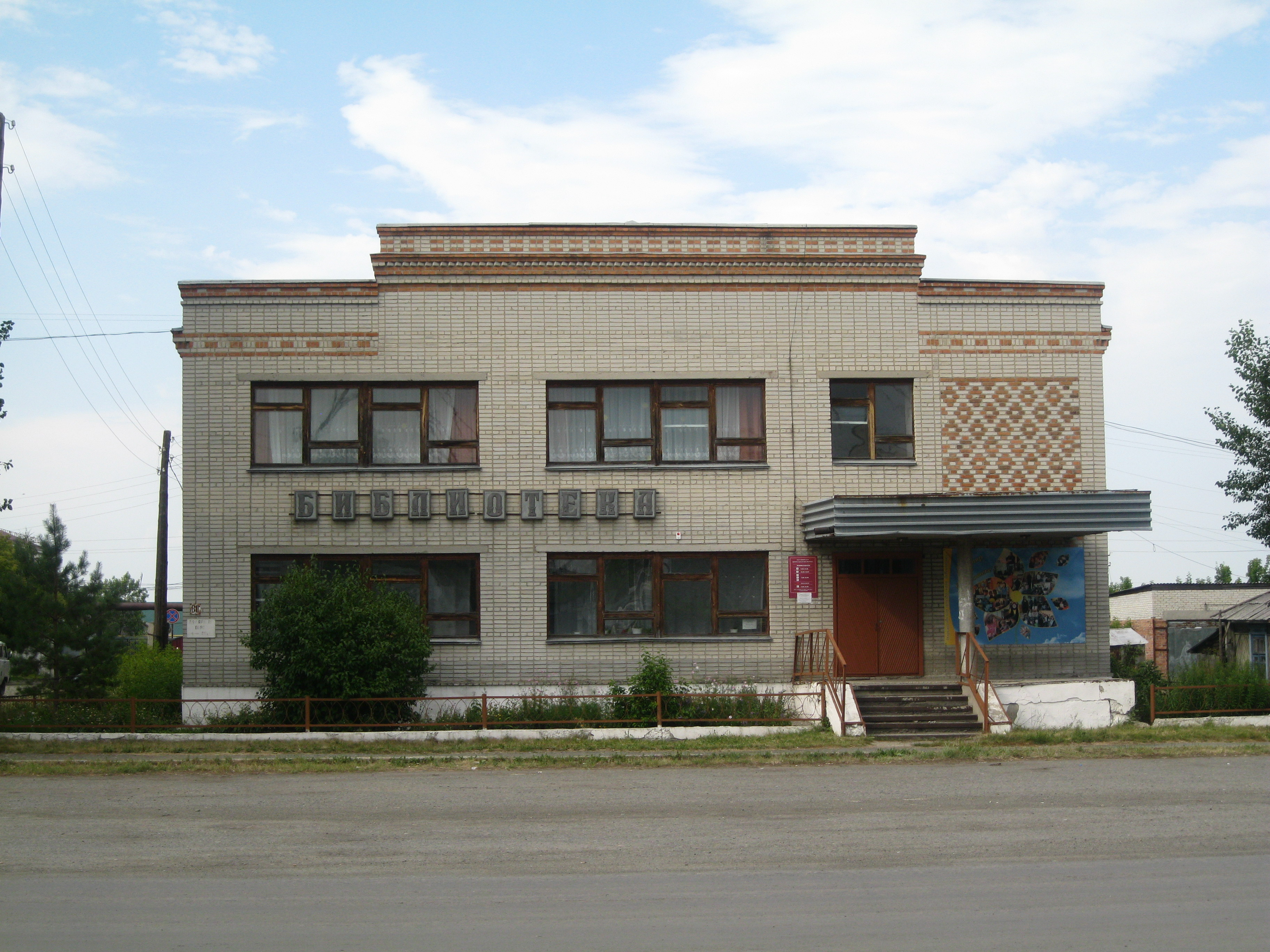
Здание районной библиотеки
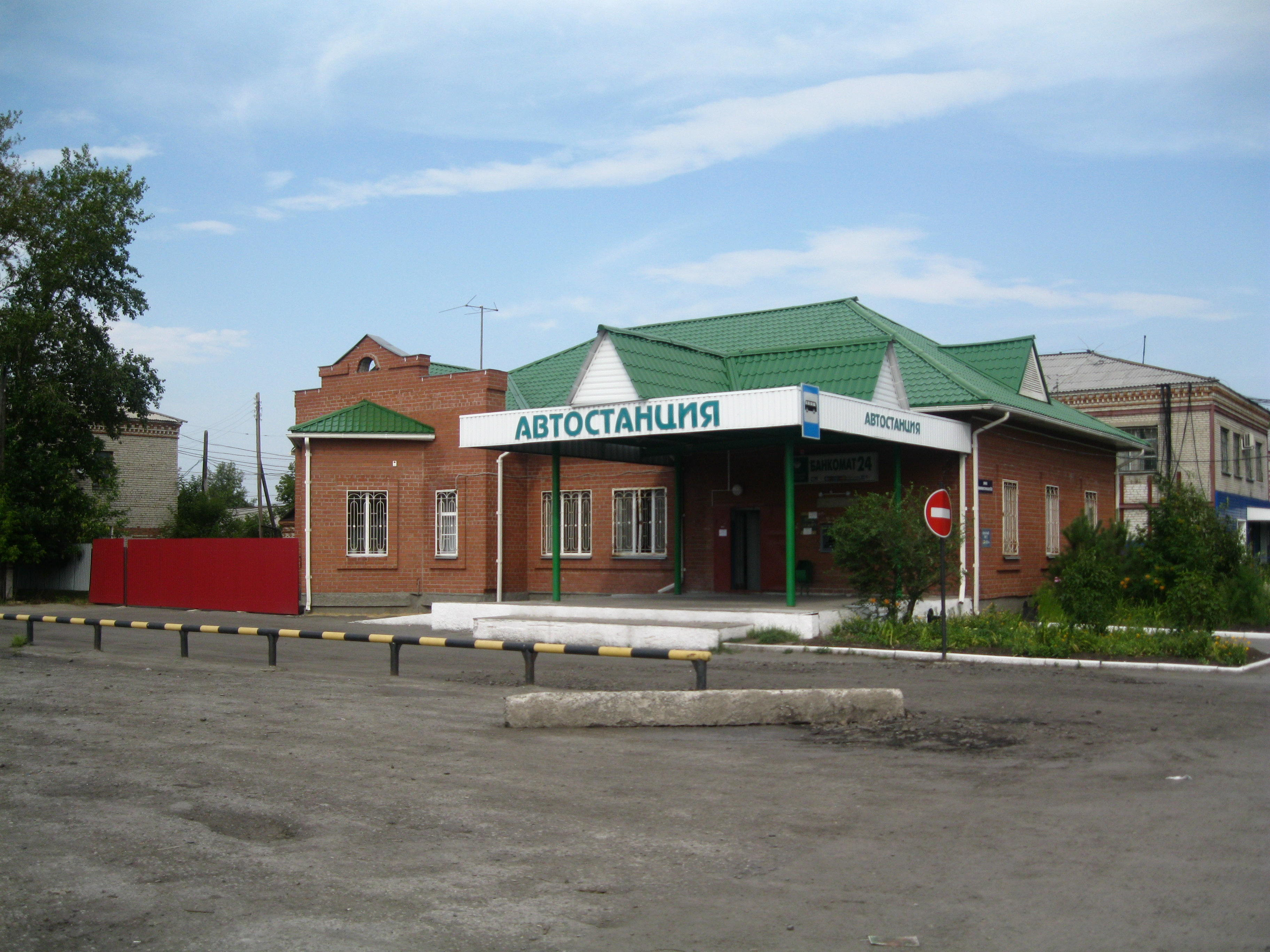
Автостанция
Уличный баннер
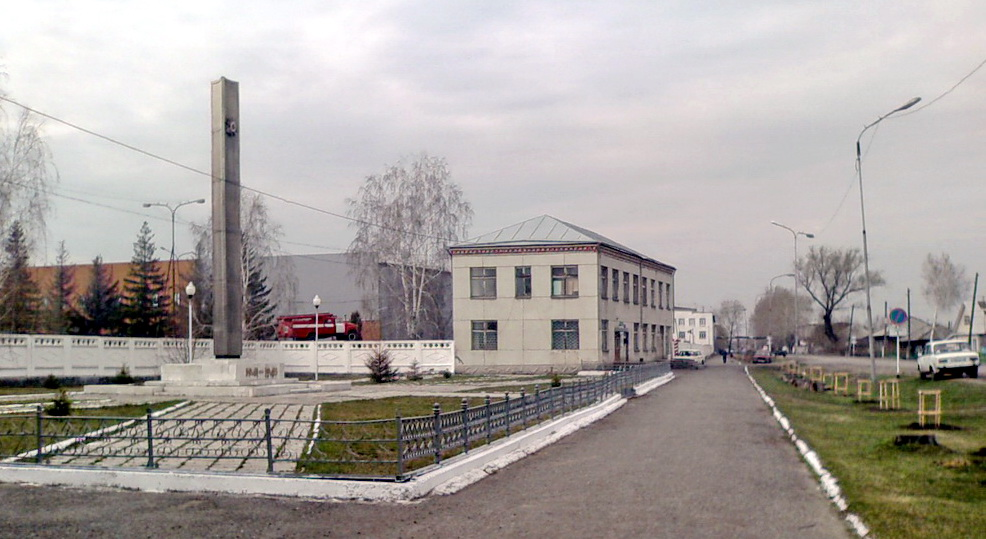
Варгашинский завод противопожарного и специального оборудования
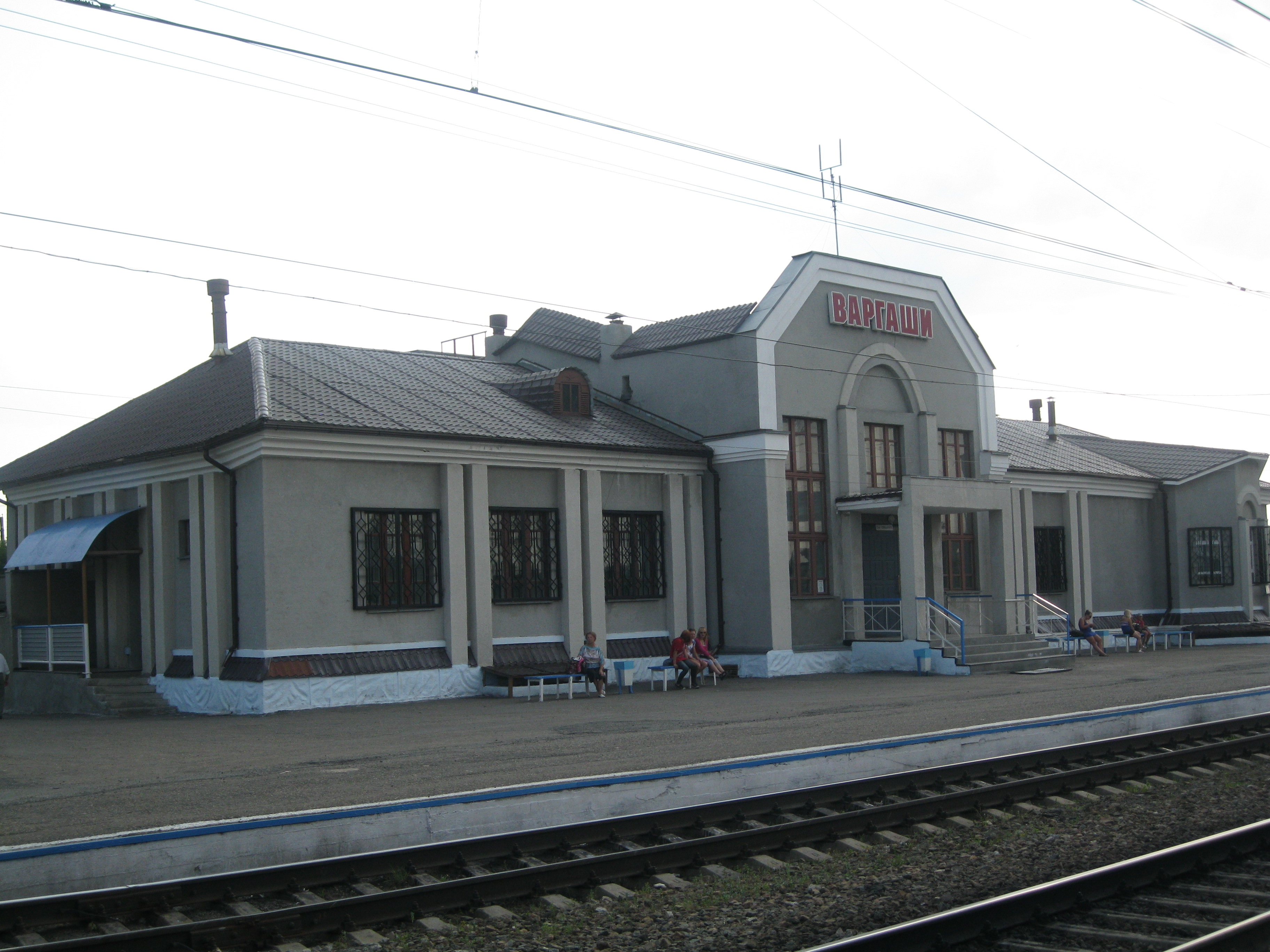
Вокзал станции Варгаши